# Olympische Sommerspiele 1964/Segeln
Bei den XVIII. Olympischen Sommerspielen 1964 in Tokio fanden fünf Wettkämpfe im Segeln statt. Die Regatten wurden vom 12. bis zum 21. Oktober vor der Halbinsel Enoshima ausgetragen, auf der von 1961 bis 1964 eigens der Yachthafen Enoshima gebaut wurde.

## Bilanz

### Medaillenspiegel
| Platz | Land               | Gold | Silber | Bronze | Gesamt |
| ----- | ------------------ | ---- | ------ | ------ | ------ |
| 01    | Deutschland        | 1    | 1      | —      | 2      |
| 02    | Dänemark           | 1    | —      | 1      | 2      |
| 03    | Australien         | 1    | —      | —      | 1      |
| 03    | Bahamas            | 1    | —      | —      | 1      |
| 03    | Neuseeland         | 1    | —      | —      | 1      |
| 06    | Vereinigte Staaten | —    | 2      | 3      | 5      |
| 07    | Schweden           | —    | 1      | 1      | 2      |
| 09    | Großbritannien     | —    | 1      | —      | 1      |

### Medaillengewinner
| Disziplin       | Gold                                                   | Silber                                                 | Bronze                                                            |
| --------------- | ------------------------------------------------------ | ------------------------------------------------------ | ----------------------------------------------------------------- |
| Finn-Dinghy     | Willi Kuhweide                                         | Peter Barrett                                          | Henning Wind                                                      |
| Star            | Bahamas Durward Knowles Cecil Cooke                    | Vereinigte Staaten Richard Stearns Lynn Williams       | Schweden Pelle Petterson Holger Sundström                         |
| Flying Dutchman | Neuseeland Helmer Pedersen Earle Wells                 | Großbritannien Tony Morgan Keith Musto                 | Vereinigte Staaten William Bentsen Harry Melges                   |
| Drachen         | Dänemark Ole Berntsen Christian von Bülow Ole Poulsen  | Deutschland Peter Ahrendt Wilfried Lorenz Ulrich Mense | Vereinigte Staaten Richard Deaver Lowell North Charles Rogers     |
| 5,5-m-R-Klasse  | Australien Bill Northam Peter O’Donnell James Sargeant | Schweden Arne Karlsson Sture Stork Lars Thörn          | Vereinigte Staaten Joseph Batchelder John McNamara Francis Scully |

## Ergebnisse

### Finn-Dinghy
| Platz | Land | Athlet               | Punkte |
| ----- | ---- | -------------------- | ------ |
| 1     | EUA  | Willi Kuhweide       | 7638   |
| 2     | USA  | Peter Barrett        | 6373   |
| 3     | DEN  | Henning Wind         | 6190   |
| 4     | NZL  | Peter Mander         | 5684   |
| 5     | AUT  | Hubert Raudaschl     | 5405   |
| 6     | AUS  | Colin Ryrie          | 5273   |
| 7     | BRA  | Jörg Bruder          | 4956   |
| 8     | GRE  | Panagiotis Koulingas | 4546   |

### Star
| Platz | Land | Athleten                           | Punkte |
| ----- | ---- | ---------------------------------- | ------ |
| 1     | BAH  | Durward Knowles Cecil Cooke        | 5664   |
| 2     | USA  | Richard Stearns Lynn Williams      | 5585   |
| 3     | SWE  | Pelle Petterson Holger Sundström   | 5527   |
| 4     | FIN  | Peter Tallberg Henrik Tallberg     | 5402   |
| 5     | URS  | Timir Pinegin Fjodor Schutkow      | 4305   |
| 6     | EUA  | Bruno Splieth Karsten Meyer        | 4175   |
| 7     | CAN  | David Miller William West          | 3565   |
| 8     | POR  | Duarte Manuel Bello Fernando Bello | 3330   |

### Flying Dutchman
| Platz | Land | Athleten                                    | Punkte |
| ----- | ---- | ------------------------------------------- | ------ |
| 1     | NZL  | Helmer Pedersen Earle Wells                 | 6255   |
| 2     | GBR  | Tony Morgan Keith Musto                     | 5556   |
| 3     | USA  | William Bentsen Harry Melges                | 5158   |
| 4     | DEN  | Hans Fogh Ole Gunnar Petersen               | 4500   |
| 5     | URS  | Alexander Schelkownikow Wiktor Piltschin    | 4375   |
| 6     | NLD  | Ben Verhagen Nick de Jong                   | 4214   |
| 7     | FRA  | Marcel-André Buffet Alain-François Lehoerff | 3864   |
| 8     | AUT  | Karl Geiger Werner Fischer                  | 3706   |

### Drachen
| Platz | Land | Athleten                                                   | Punkte |
| ----- | ---- | ---------------------------------------------------------- | ------ |
| 1     | DEN  | Ole Berntsen Christian von Bülow Ole Poulsen               | 5854   |
| 2     | EUA  | Peter Ahrendt Wilfried Lorenz Ulrich Mense                 | 5826   |
| 3     | USA  | Richard Deaver Lowell North Charles Rogers                 | 5523   |
| 4     | GBR  | Edwin Parry Jeremy Harris Peter Reade                      | 5090   |
| 5     | BER  | Kirk Cooper Penny Simmons Conrad Soares                    | 5055   |
| 6     | ITA  | Sergio Sorrentino Sergio Furlan Annibale Pelaschier        | 4636   |
| 7     | BAH  | Godfrey Kelly Basil Kelly Robert Eardley                   | 4294   |
| 8     | GRE  | Odysseus Eskitzoglou Georgios Zaimis Thimistokles Magoulas | 4188   |

### 5,5-m-R-Klasse
| Platz | Land | Athleten                                           | Punkte |
| ----- | ---- | -------------------------------------------------- | ------ |
| 1     | AUS  | Bill Northam Peter O’Donnell James Sargeant        | 5981   |
| 2     | SWE  | Arne Karlsson Sture Stork Lars Thörn               | 5254   |
| 3     | USA  | Joseph Batchelder John McNamara Francis Scully     | 5106   |
| 4     | ITA  | Agostino Straulino Bruno Petronio Massimo Minervin | 4738   |
| 5     | EUA  | Fritz Kopperschmidt Herbert Reich Eckart Wagner    | 3057   |
| 6     | FIN  | Johan Gullichsen Peter Fazer Juhani Salovaara      | 3039   |
| 7     | CAN  | Sandy MacDonald Douglas Woodward Bernard Skinner   | 2955   |
| 8     | NOR  | Harald V. Eirik Johannessen Stein Føyen            | 2860   |